# Xã Council Creek, Quận Nance, Nebraska
Xã Council Creek (tiếng Anh: Council Creek Township) là một xã thuộc quận Nance, tiểu bang Nebraska, Hoa Kỳ. Năm 2010, dân số của xã này là 101 người.